# Sint-Josephkerk (Haghorst)
De Sint-Josephkerk is een kerkgebouw in Haghorst in de gemeente Hilvarenbeek in de Nederlandse provincie Noord-Brabant. De kerk staat aan de Witvenstraat 1 en op ongeveer 100 meter naar het westen ligt er een begraafplaats.
De kerk is gewijd aan Jozef van Nazareth.

## Geschiedenis
In 1944 werd er toestemming gegeven om in Haghorst een zelfstandige parochie op te richten. 
Op 22 december 1946 werd de kerk officieel in gebruik genomen.
In 1949 werd de parochie pas opgericht.
In 2012 werd de parochie opgeheven en werd het kerkgebouw onderdeel van de Parochie H. Norbertus.
Op 26 mei 2013 werd de laatste eredienst gehouden, waarna de kerk aan de eredienst werd onttrokken.

## Opbouw
Het niet-georiënteerde eenbeukige kerkgebouw is een zaalkerk opgetrokken in baksteen. De kerk is noord-zuid gebouwd met in het zuiden het altaar. Het kerkje wordt gedekt door een zadeldak en aan de zuidzijde is het centrale deel even hoog als de rest van het gebouw, met eromheen verlaagde dakvlakken. De voorgevel aan de noordzijde is een klokkengevel met daarin een luidklok. Ten zuiden van de kerk staat een klokkenstoel met een luidklok.